# Friday Harbor
Friday Harbor é uma cidade  localizada no estado norte-americano de Washington, no Condado de San Juan.

## Demografia
Segundo o censo norte-americano de 2000, a sua população era de 1989 habitantes.
Em 2006, foi estimada uma população de 2103, um aumento de 114 (5.7%).

## Geografia
De acordo com o United States Census Bureau tem uma área de
3,7 km², dos quais 3,5 km² cobertos por terra e 0,2 km² cobertos por água. Friday Harbor localiza-se a aproximadamente 3 m acima do nível do mar.

## Localidades na vizinhança
O diagrama seguinte representa as localidades num raio de 44 km ao redor de Friday Harbor.